# 로봇공학자
로봇공학자는 크고 작은 부품과 장치들을 연구 및 개발하고 로봇으로 조립하여 만드는 일을 하는 사람을 말한다. 이 외에도 로봇을 개발하거나 운용, 정비, 수리하는 사람들도 넓은 의미에서 로봇공학자로 불린다.
이중 대표적인 로봇공학자로는 한국의 데니스 홍이 있다.

## 참고 자료
“로봇 공학자”. 미래직업-진로정보망 커리어넷.